# The Princess and the Pilot
To Aru Hikūshi e no Tsuioku (яп. とある飛空士への追憶 Тоару Хику:си э но Цуёку, «Воспоминания одного пилота») — полнометражный аниме-фильм, выпущенный 1 октября 2011 года по мотивам одноимённого романа авторства Короку Инумуры.
Фильм создавался совместно анимационными студиями Madhouse и TMS Entertainment, режиссёр аниме — Дзюн Сисидо. О начале работы над фильмом официально объявили 19 мая 2011 года.

## Сюжет
История повествует о долгой кровопролитной войне между странами Амацукави и Левам. Принц Карло Ловаам приезжает в город Сан-Мальтилия, чтобы просить руки принцессы Фанны Дель Морал, однако практически сразу же уезжает обратно на материк в связи с военной обстановкой. Он сообщил, что вернётся через год, победив войска Амацукави. Год почти прошёл, но военные действия лишь усилились. Дворец семьи Дель Морал подвергся бомбёжке, отец семьи Диего Дель Морал погибает.
Выясняется, что целью противника была принцесса. Принято решение эвакуировать Фанну с оккупированного острова на материк к принцу Карло, отправив оттуда восьмой спецфлот, но вражеские войска напали на него из засады.
Действие разворачивается вокруг пилота-наёмника Шарля Карино. Ему предложено в рамках секретной операции (основные силы войск отправлены на отвлекающий манёвр) пролететь свыше 12,000 километров, чтобы защитить наследницу престола. Для задания ему выдают двухместный скоростной самолёт-амфибию «Санта Круз». Однако вскоре Шарль узнаёт, что основные аспекты операции были перехвачены противником, отправленные принцем Карло принцессе Фанне в любовном письме.

## Список персонажей
Рядовой Шарль Карино (яп. 狩乃 シャルル Карино Сяруру) — леваммский наемник, первоклассный пилот, который получает тайное задание — сопроводить и защитить девушку, которая является преемницей на трон империи. Он является предметом тяжелой расовой дискриминации в связи с его смешанным происхождением (его мать из Аматикави, а отец из Левамма). С самого начала поставил перед собой цель взлететь на небо как лётчик, потому что «нет красоты большей, чем безграничное небо», лишь в небе он чувствует себя свободным. Несмотря на расу и социальный статус, как лётчик он очень талантлив и известен как лучший пилот Сан-Мальтилии.
Сэйю: Рюносукэ Камики
Фана дель Морал (яп. ファナ・デル・モラル Фана Дэру Морару) — будущая императрица, очень красивая девушка с серебристыми глазами. Несмотря на то, что родилась в богатой дворянской семье, весьма вежлива и сострадательна. После того, как принц из соседнего государства, которое находилось в состоянии войны, попросил у неё руки и сердца, на неё было совершено покушение. Поэтому, чтобы вернуть её обратно на материк, высшее военное командование организовало секретную миссию сопровождения под руководством Рядового Шарля Карино, чтобы провести её через вражескую линию фронта. В отличие от многих земляков-дворян, не обращает внимание на происхождение и даже испытывает уважение к Шарлю.
Сэйю: Сэйка Такэтоми